# Papel (peuple)
Pour les articles homonymes, voir Pepel.
Les Pepel sont une population d'Afrique de l'Ouest vivant principalement en Guinée-Bissau où ils représentent 7 % de la population, également en Casamance au sud du Sénégal.

## Ethnonymie
Selon les sources et le contexte, on observe différentes formes : Moium, Oium, Papei, Papeis, Papels, Pepel, Pepels.

## Langue
Leur langue est le pepel, une langue bak, dont le nombre de locuteurs était estimé à 136 000 en Guinée-Bissau en 2006.

## Personnalités

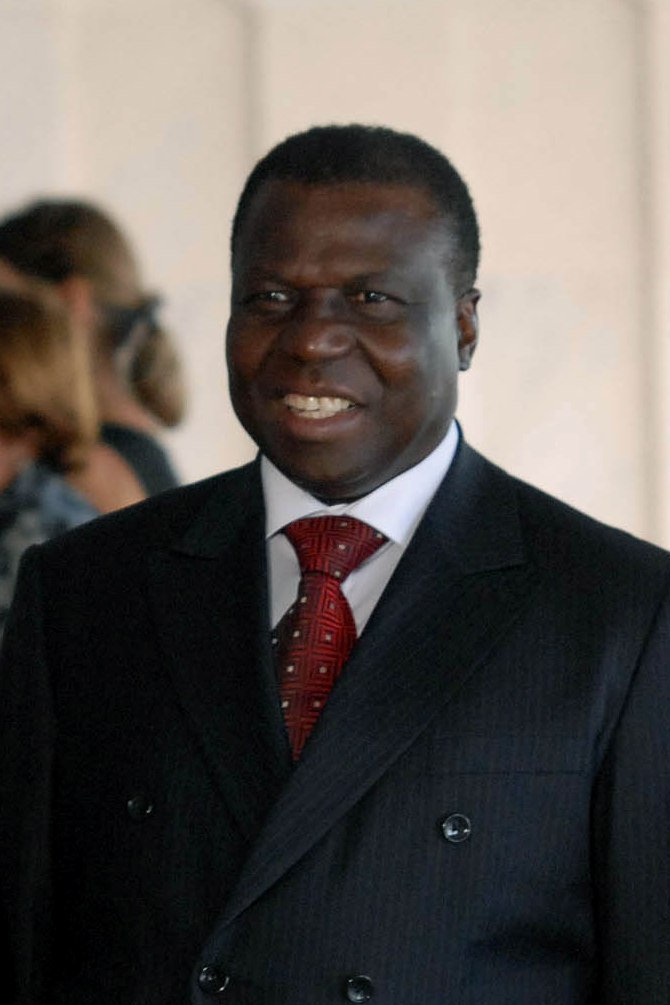
Le président Vieira en 2007

Le général Veríssimo Correia Seabra, ancien chef d'état-major tué en 2004, et João Bernardo Vieira, ancien président de Guinée-Bissau assassiné en 2009, appartenaient tous deux à la minorité papel.